# Dwór w Orłowcu
Dwór w Orłowcu – zabytkowy dwór z XVIII w. we wsi  Orłowiec, w powiecie kłodzkim.
Do rejestru zabytków nieruchomych województwa dolnośląskiego wpisane są:
- dwór (nr 4) z pierwszej poł. XVIII w., obecnie ruina, nr rejestru: 111/970/WŁ z 8.12.1983
- oficyna (nr 5) z XVIII w., obecnie ruina, nr rej.: 189/971/WŁ z 8.12.1983.

## Położenie
Dwór leży na południowym skraju Orłowca – wsi w Polsce, w województwie dolnośląskim, w powiecie kłodzkim, w gminie Lądek-Zdrój.

## Historia
Dwór został wzniesiony w 1787 r., w XIX wieku został przebudowany. Od 1945 roku niszczeje, w 2011 roku pożar zniszczył część więźby dachowej. Obecnie dwór jest zrujnowany, a jego degradacja postępuje.

## Opis
Dwór (nr 4) w ruinie. Oficyna dworska to budowla dwukondygnacyjna, nakryta dachem dwuspadowym z lukarnami i z wolutowymi szczytami. W centralnej części dachu zachowana niewielka wieżyczka. Wejście do budynku prowadzi przez skromny portal, zachowały się kamienne obramowania okien i dekoracyjne podziały elewacji.

## Galeria

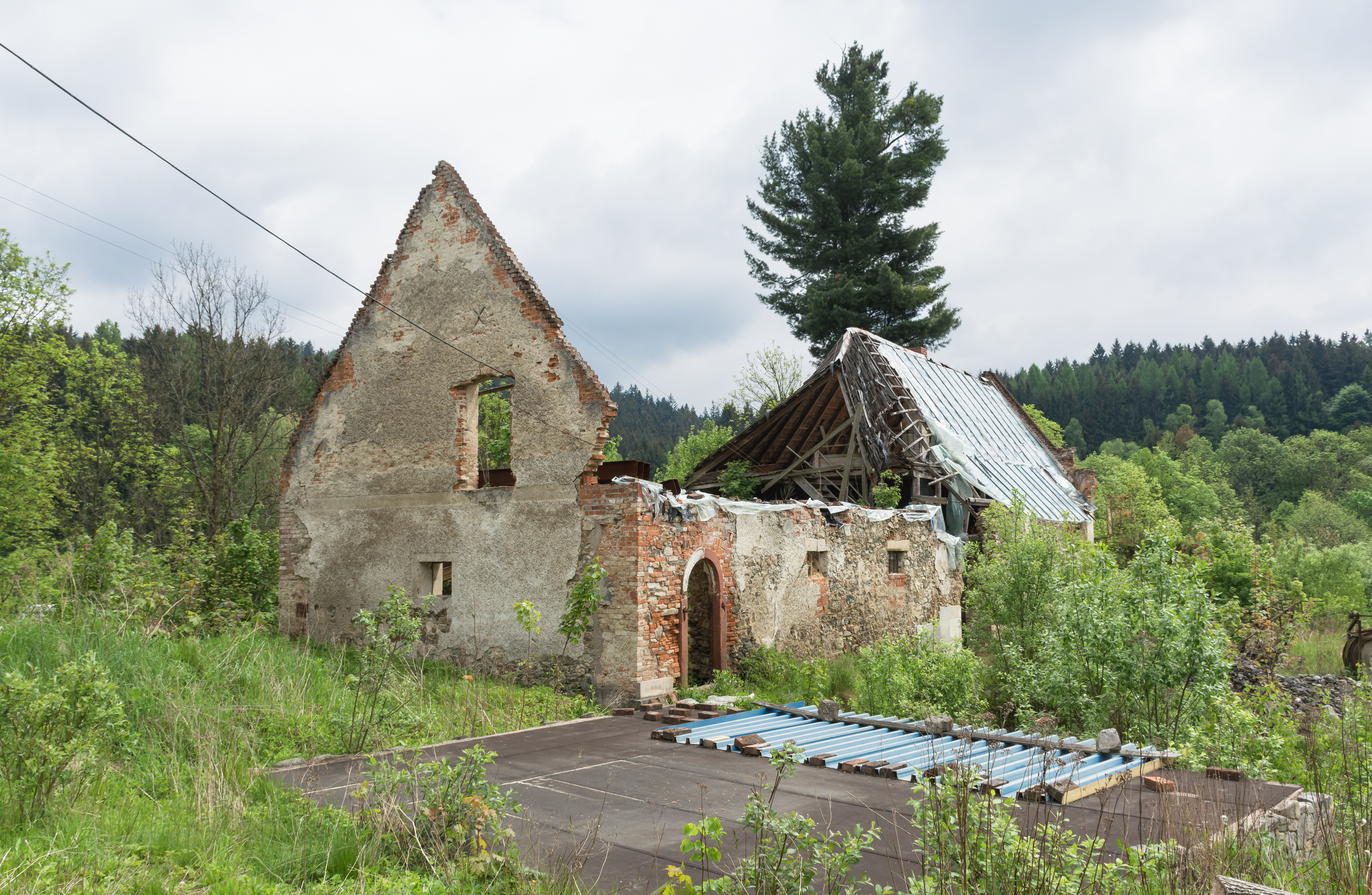
Pozostałość oficyny
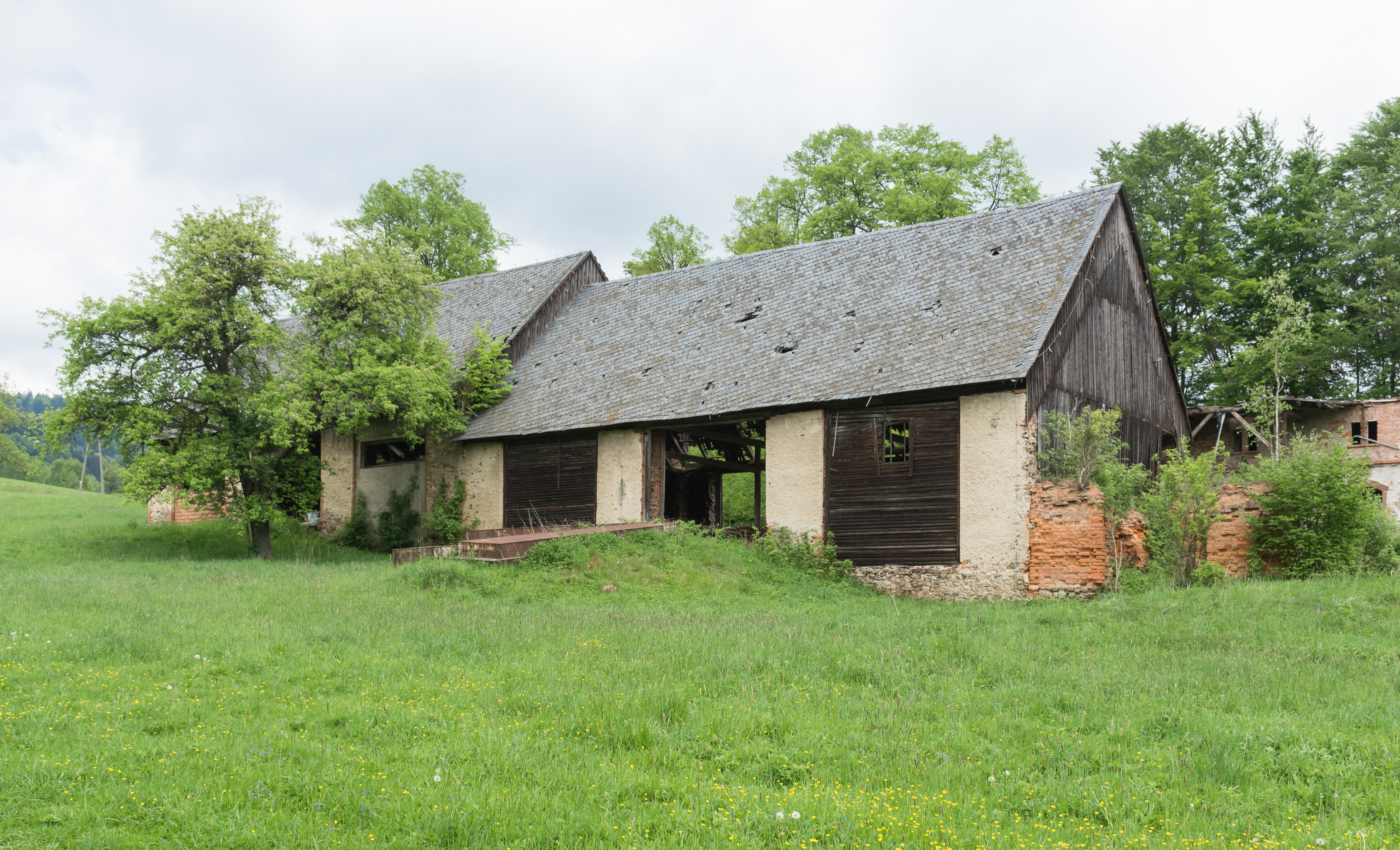
Zabudowania gospodarcze
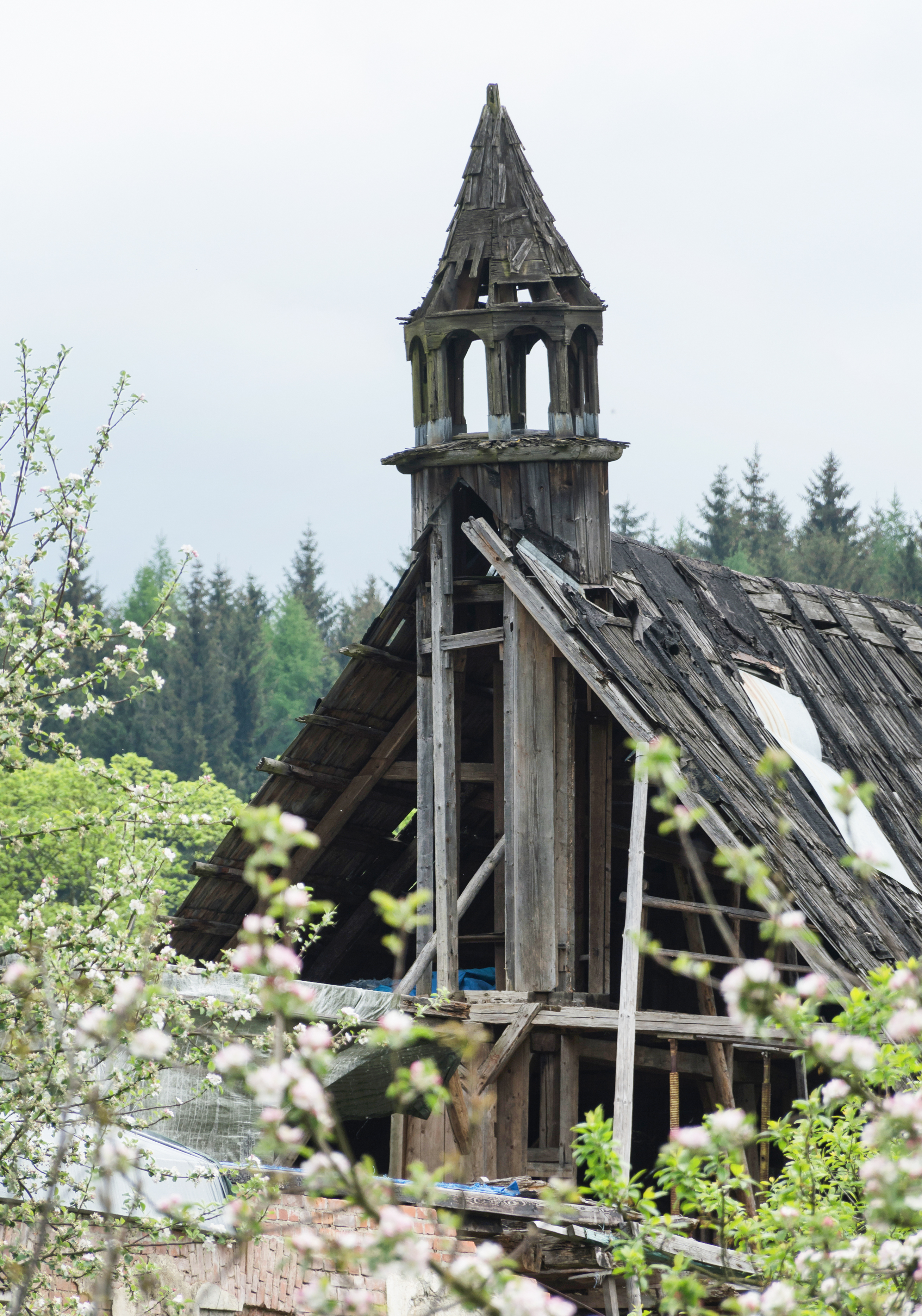
Wieżyczka